# Emmerik Acton

Stemma della famiglia Acton

Emmerik Ruggero Acton, o Ruggero Emerich Acton (Napoli, 16 agosto 1834 – Napoli, 10 luglio 1901), è stato un militare italiano: viceammiraglio della Regia Marina gli fu conferita la Medaglia d'oro al valor militare.

## Biografia
Emmerik Acton discendeva da un'antica famiglia con grandi tradizioni nella Real Marina del Regno delle Due Sicilie prima e nella Regia Marina italiana dopo il 1860. Il prozio John aveva riformato la Marina napoletana nel 1779, il padre Carlo Acton (1783-1863) fu brigadiere generale della marina borbonica. Furono importanti ufficiali di marina italiana anche i fratelli Ferdinando e Guglielmo, entrambi capi di Stato Maggiore della Regia Marina e ministri della Marina, mentre la sorella Laura, dopo aver sposato Marco Minghetti, presidente del Consiglio dei Ministri italiano, diede vita a uno dei più importanti salotti politici dell'epoca.
Intraprese la carriera militare nel 1851 nella Marina militare del Regno delle Due Sicilie come guardiamarina; nel 1859, dopo essere stato promosso tenente di vascello, fu destituito dalla Marina borbonica per aver manifestato sentimenti favorevoli all'Unità d'Italia. 

Nel 1860 passò alla marina sarda e prese parte all'assedio di Gaeta (1860) a bordo della pirofregata Garibaldi (già Borbona). 

Si comportò con valore alla battaglia di Lissa (20 luglio 1866), durante la quale fu ferito alla testa, e partecipò alla repressione dei moti di Palermo del settembre 1866, comandando le truppe da sbarco della squadra navale; quest'ultima azione gli fruttò la medaglia d'oro al valor militare.
Nel 1875 fu nominato capitano di vascello; nel 1876 comandò la fregata corazzata a elica Palestro e nel 1882 la corazzata Enrico Dandolo. Nel 1885 fu nominato contrammiraglio e diresse l'Arsenale di Venezia. Successivamente diresse l'Arsenale di Napoli e comandò la piazza della Maddalena. Nel 1891 ottenne la nomina a viceammiraglio.